# Ephräm der Syrer

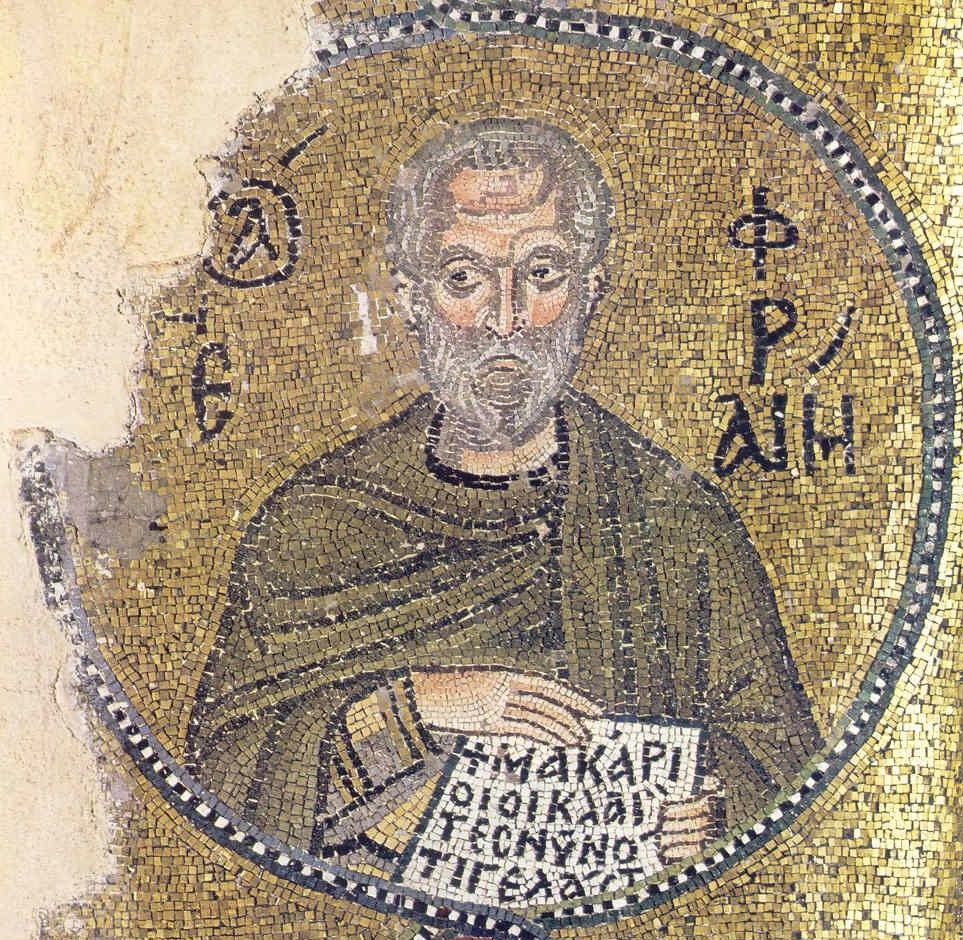
Mosaik in Nea Moni auf Chios (11. Jahrhundert)

Ephräm der Syrer (auch Afrem, Ephraem, Ephraim, Ephrem; syrisch ܡܪܝ ܐܦܪܝܡ ܣܘܪܝܝܐ Mor Aphrêm Sûryoyo; * um 306 in Nisibis, heute Nusaybin; † 9. Juni 373 in Edessa, heute Şanlıurfa) war ein spätantiker Heiliger, Lehrer, Diakon, Schriftsteller und Kirchenlehrer. Er lehrte als Asket in Nisibis, bis Kaiser Jovian im Jahr 363 die Stadt den Persern überlassen musste. Seitdem lebte er in der Nähe der Stadt Edessa.
Er gilt als Begründer der Schule der Perser und neben seinem älteren Zeitgenossen Aphrahat als einer der größten Theologen der syrischen Kirche. Da Ephräm vor den großen Kirchenspaltungen lebte, wird er in vielen östlichen und westlichen Kirchen sehr geschätzt und als Heiliger verehrt.

## Leben
Ephraem Syrus wurde um das Jahr 306 in Nisibis (heute: Nusaybin/Türkei), einer Grenzstadt zwischen dem römischen und dem persischen Reich, geboren. Nach einer Überlieferungsvariante war er der Sohn christlicher Eltern aus dem Gebiet um Nisibis, nach einer anderen der Sohn einer christlichen Mutter aus Amida und eines heidnischen Priesters aus Nisibis. Die erste Version ist jene, die auch Ephräm selbst in den Hymnen gegen die Häresien (adv. haer., 26, 10) wiedergibt. Mit 18 Jahren empfing Ephräm die Taufe und stand von da an unter dem Einfluss von Jakobus, dem ersten Bischof von Nisibis.
Die Syro-Mesopotamische Christenheit war zu dieser Zeit, bedingt durch ihre multikulturelle Umgebung, theologisch divers aufgestellt. Die christliche Kirche in Nisibis galt allerdings, sehr zum Ärger Ephräms, als „Palutianer“, als häretische Sekte (adv. haer. 22). Bardaisaniten, Markioniten und Manichäer bildeten die Mehrheit der Christen in Nisibis und Edessa. Es gilt jedoch nicht als gesichert, dass es tatsächlich exakt diese Gruppen waren. Andere Forscher gehen eher von sektiererisch jüdisch geprägten oder enkratitischen Strömungen aus.
Die besondere Frömmigkeit der „Bundessöhne“, einer asketischen, dem Mönchtum ähnlichen Gemeinschaft, prägte Ephräm. Die eigentliche monastische Bewegung, die in Mesopotamien vom Manichäismus beeinflusst war, bekämpfte er jedoch. Aufgrund seiner Frömmigkeit und Klugheit wurde er zum Lehrer der Schule von Nisibis, später zu deren Leiter ernannt. Eine Legende erzählt, dass er dort durch Bischof Basilios von Caesarea zum Diakon geweiht wurde.
Im Jahre 363 trat Kaiser Jovian im Grenzkonflikt die Stadt Nisibis an die Perser ab (siehe Frieden von 363). Daraufhin verließ Ephräm zusammen mit vielen anderen Christen seine Heimatstadt und ließ sich, nach kurzen Aufenthalten im Gebiet von Beth Garmai und Amida, in Edessa (heute: Şanlıurfa/Türkei), der Hauptstadt der Osrhoene, nieder. Edessa war zu jener Zeit das römische Zentrum jenes Landstrichs, zugleich aber auch die Stadt mit der wohl größten Christengemeinde. Unklar ist, ob Ephräm dort die später berühmte Schule von Edessa (auch Perserschule) gründete oder ob eine vorhandene Schule durch ihn und seine Schüler einen Aufschwung erlebte.
Der Überlieferung zufolge lebte Ephräm weiterhin als Eremit in einer Einsiedelei und verbrachte seine Nächte mit Gebet und dem Studium der Heiligen Schrift. Dies ist jedoch wohl die spätere Interpretation seiner Zugehörigkeit zu den Bundessöhnen. Gregor von Nyssa hinterließ von ihm folgendes Porträt: „Ephräm ist ein Nacheiferer der ersten Apostel; er kann allen Mönchen und Eremiten als Vorbild dienen. Er lebte ohne Tasche, ohne Stock und hatte weder Silber noch Gold. Seine Nahrung war Haferbrot und Gemüse, sein Getränk bestand aus bloßem Wasser. Sein Leib glich einem Skelett aus Ton.“
Ephräm führte bis zu seinem Tod seine Tätigkeit als Lehrer, Exeget, Polemiker, Prediger und als religiöser Dichter fort. Er starb am 9. Juni 373, zur Zeit des Kaisers Valens, in Edessa.

## Verehrung

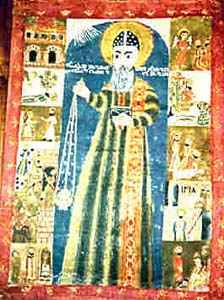
Ikone des Heiligen; sie soll sich in der St.-Marien-Kirche (Diyarbakır) befinden

Im Jahr 1920 erklärte Papst Benedikt XV. ihn in seiner Enzyklika Principi apostolorum Petro zum Kirchenlehrer.
Das Fest Ephräms des Syrers wird in der evangelischen, anglikanischen, koptischen und den katholischen Kirchen am 9. Juni gefeiert (früher: 1. Februar), in den orthodoxen Kirchen am 28. Januar. Sein Gedenktag in der Episkopalkirche der Vereinigten Staaten von Amerika ist der 10. Juni.

## Werke
Ephräm schrieb seine Werke auf Syrisch. Grundlage seiner Lehre ist seine gute Kenntnis der ganzen Bibel, die er zumeist paraphrasierend zitiert. Hingegen sind ihm die zeitgenössischen griechischen Theologen und ihre Begriffe wie Person, Wesen und Natur weitgehend unbekannt. Die von ihm gebrauchten Begriffe bleiben unbestimmt und stammen möglicherweise aus der frühsyrischen Kirche.
In seinen Werken geht es Ephräm um einen nahtlosen, unmerklichen Übergang vom Alten Testament zum Neuen Testament. Adam ist vor dem Sündenfall erwählt und rein und trägt ein Lichtgewand. Seine Eigenschaften sind Jungfräulichkeit und Herrschaft. Diese Attribute folgen daraus, dass er das vollkommene Ebenbild Gottes ist. Diese Ebenbildlichkeit und die damit verbundenen Attribute gehen im Sündenfall verloren und werden in Christus sowie im paradiesischen Endzustand wiederhergestellt.
In seinen exegetischen Schriften kommentiert Ephräm die Bücher Genesis, Exodus, Josua, Richter, 1. Samuel, 2. Samuel, 1. Könige, 2. Könige, 1. Chronik, 2. Chronik und Ijob, hiervon sind die ersten beiden auf Syrisch erhalten. Gleiches gilt für den Kommentar zum ihm bekannten Evangelium, dem Diatessaron (Evangelienharmonie), während der Kommentar zur Apostelgeschichte und zu den Paulusbriefen, von denen der Dritte Korintherbrief von ihm für echt gehalten wird, nur in armenischer Übersetzung erhalten ist.
In seinen dogmatisch-polemischen Prosaschriften bekämpft Ephräm Bardesanes, Markion und Mani. Neben den Kommentaren und diesen Refutationes gilt von den Prosaschriften nur noch die Homilie über unseren Herrn als echt.
Hauptsächlich bedient er sich aber in seinen Werken der gebundenen Rede. Die sangbare Poesie der Madroshé (Hymnen, in ihrer Zeilenzahl und der Zahl ihrer Silben variierende Strophen mit Refrain) und die nicht sangbare Mimré (metrische Reden, Zeilen aus 2 × 7 Silben ohne Strophengliederung) nehmen hierbei eine hervorragende Stellung ein. Von letzteren gelten als echt die Reden über den Glauben sowie die armenisch erhaltenen Reden über Nikomedien und über Ijob. Weiterhin sind echte Teile in den Sermones enthalten.

### Lieder
Die sangbare Poesie der Maḏrāšē Ephräms ging wohl auf Bardesanes, der in solcher Form seine Lehre verkündet hatte, zurück. Ephräm übernimmt diese Form der Dichtung samt ihrer spezifischen Form der Melodie. Die 15 Hymnen über das Paradies greifen in ihrer Bildersprache möglicherweise auf jüdische Traditionen zurück, die in der syrischen Kirche häufig übernommen und abgewandelt werden. In 56 Hymnen gegen die Häresien wendet er sich gegen die aus den Prosaschriften bekannten Gegner Bardesanes, Markion und Mani, während er sich in den 87 Hymnen über den Glauben mit dem Arianismus auseinandersetzt und seine eigene Christologie und Trinitätslehre entwickelt.
Eine besondere Rolle in Ephräms Werken nimmt die Jungfrau Maria ein. Immer wieder bestaunt er in seinen Marienliedern das Mysterium des Wirken Gottes, wie es in Maria zum Ausdruck kommt. Ephräm schreibt:
Niemand weiß, wie er nennen soll

Deine Mutter, o Herr!

Nennt er sie ‚Jungfrau‘

– ihr Kind steht dagegen;

‚Vermählte‘, keiner hat sie erkannt.

Wenn aber schon deine Mutter

Unbegreiflich ist – wer kann dich fassen?
Die politische Lage sowie das unduldsame Nebeneinander von heidnischen Kulturen, Judentum und Christentum, und der verschiedenen christlichen Bekenntnisse im römisch-persischen Grenzgebiet forderten Ephräm heraus, die eigene Position zu erläutern und zu verteidigen. Immer wieder besang er dabei das Geheimnis der erlösenden Zuwendung Gottes zu allen Menschen. Gegen die theologische Spekulation forderte er die konsequente Umsetzung von theologischen Einsichten in die christliche Lebensgestaltung, da ihm ein ausschließliches Untersuchen der Größe Gottes durch die „Grübler“, gemeint sind wohl die Arianer, als unangemessen erschien.

## Wirkungsgeschichte

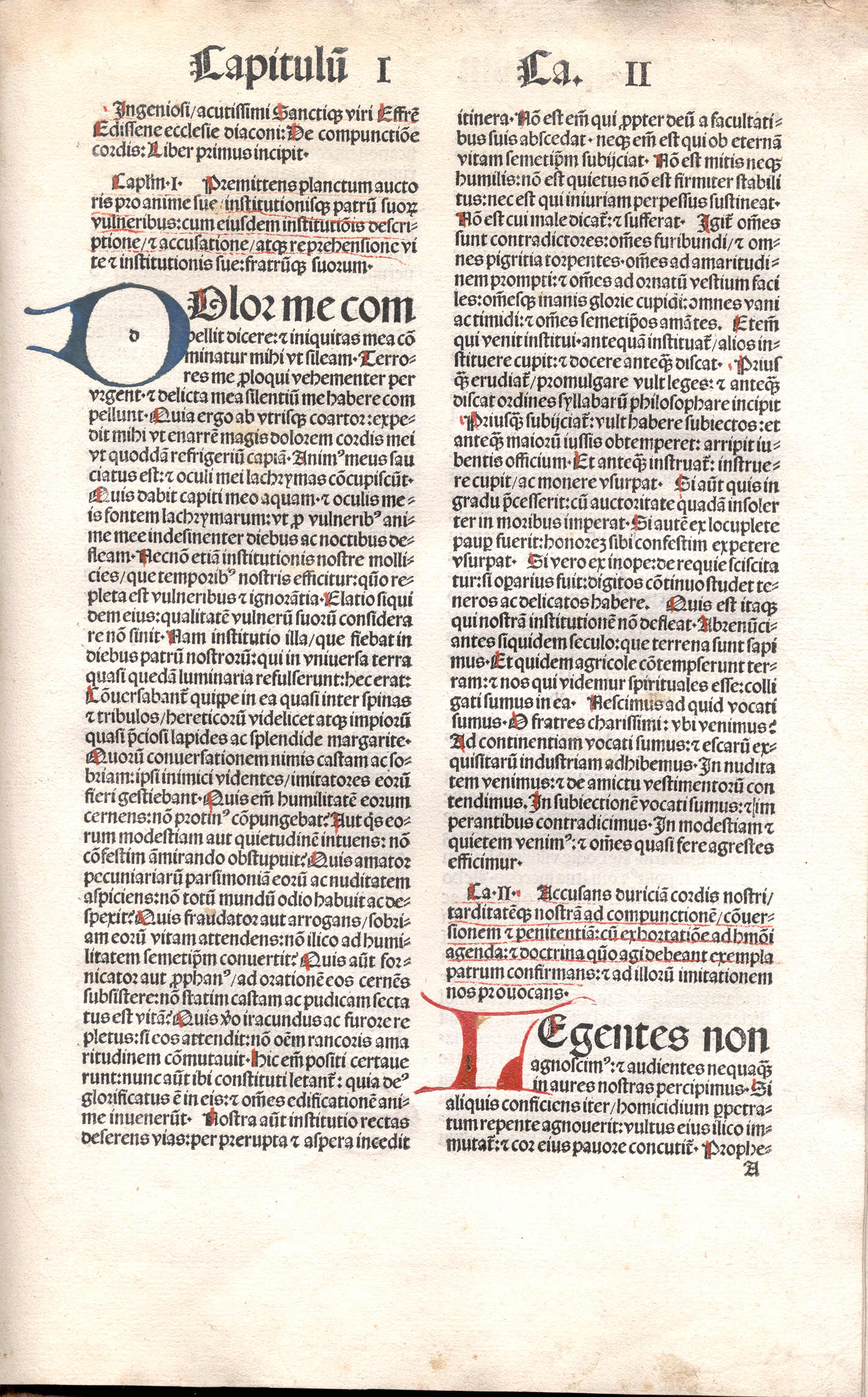
Ephrem Syrus (= Ephraem der Syrer): Sermones selecti, lateinisch; gedruckt in Freiburg von Kilian Fischer, nicht nach 1491. Folio. Incipit der Inkunabel.

Ephräms Lebensgeschichte ist frühzeitig durch Legendenbildung überwuchert. Unter seinem Namen ist viel erhalten, ohne das von ihm Geschaffene oder ihm Zugeschriebene zu erschöpfen. Ephräms Nachlass wurde von Sozomenos mit 3.000.000 Textzeilen angegeben.
Ephräm gilt als „der größte Dichter der Väterzeit“. Er hat die syrisch-aramäische Literatur in Form und Inhalt geprägt. Schon früh fanden seine Werke Einzug in die Liturgie und sollen schon zwei Jahrzehnte nach dem Tode Ephräms gottesdienstliche Verwendung gefunden haben. Im 5. Jahrhundert entstand die syrische Schatzhöhle, die die Heilsgeschichte von der Schöpfung bis zur Kreuzigung im Stile der Hymnen Ephräms paraphrasiert und die ihm zugeschrieben wurde. Sie galt lange Zeit als echtes Werk Ephräms, steht jedoch deutlich unter monophysitischem Einfluss.
Seine exegetischen Werke werden allerdings in den Katenenkommentaren beider syrischer Konfessionen schon früh durch die Auslegungen der antiochenischen Schule verdrängt.
Übersetzungen sollen seine Werke schon zu seinen Lebzeiten ins Griechische erfahren haben, zudem ins Christlich-palästinisch-Aramäische, Armenische, Koptische, Altäthiopische, Arabische und über das Griechische ins Lateinische. Ihm zugeschriebene Werke in liturgischer Form sind Bestandteile der syrischen, armenischen, koptischen, griechischen und slawischen Liturgien.
Die umfangreichste kritische Edition mit Übersetzung der echten Werke Ephräms wurde zwischen 1955 und 1979 von Edmund Beck, OSB, in der Reihe Corpus Scriptorum Christianorum Orientalium (CSCO) herausgegeben. Eine Edition mit lateinischer Übersetzung des Kommentars zum Diatessaron wurde von Louis Leloir, OSB, ab 1953 in derselben Reihe veröffentlicht und nach Entdeckung zusätzlicher Fragmente 1991 vervollständigt.
Unter dem Namen Ephräms des Syrers wurden auch griechische Schriften von anderen Verfassern (als Ephraem Graecus bezeichnet) verbreitet.

## Ausgaben und Übersetzungen
- St. Ephrem: A brief guide to the main editions and translations
- Sebastian Brock (Hrsg.): Hymns on paradise: St. Ephrem the Syrian. St Vladimir’s Seminary Press, Crestwood, New York 1990, ISBN 0-88141-076-4.
- MS-B-174 – Thomas a Kempis. Ephraem Syrus. (Ps.-)Basilius Magnus (Theologische Sammelhandschrift). ’s-Hertogenbosch 1467 Digitalisat
- Sermones selecti, lat. Freiburg im Breisgau: Kilian Fischer, nicht nach 1491. digitalisierte Ausgabe der Universitäts- und Landesbibliothek Düsseldorf
- Des Heiligen Ephraem des Syrers Carmina Nisibensis, übersetzt von Edmund Beck in Corpus Scriptorum Christianorum Orientalum. Peters Publishers, Leuven 1961.

### Leben
- M. Schmidt: Ephraem Syrus, in: Lexikon des Mittelalters, Bd. 3, Sp. 2052 f. (Quellen und Literatur).
- Winfrid Cramer: Ephräm der Syrer. In: Walter Kasper (Hrsg.): Lexikon für Theologie und Kirche. 3. Auflage. Band 3. Herder, Freiburg im Breisgau 1995, Sp. 708–710. ISBN 3-451-22003-2, Digitalisat – Internet Archive.
- Kees den Biesen: Annotated Bibliography of Ephrem the Syrian. 2011.
- Adolf Jülicher: Ephraim Syrus. In: Paulys Realencyclopädie der classischen Altertumswissenschaft (RE). Band VI,1, Stuttgart 1907, Sp. 17–19.
- Adalbert Hamman, Alfons Fürst: Kleine Geschichte der Kirchenväter. Einführung in Leben und Werk. Herder, Freiburg 2004, ISBN 3-451-28516-9, S. 105–110.
- Friedrich Wilhelm Bautz: EPHRAEM der Syrer. In: Biographisch-Bibliographisches Kirchenlexikon (BBKL). Band 1, Bautz, Hamm 1975. 2., unveränderte Auflage. Hamm 1990, ISBN 3-88309-013-1, Sp. 1519–1520 (Artikel/Artikelanfang im Internet-Archive).
- Alexios G. Savvides, Benjamin Hendrickx (Hrsg.): Encyclopaedic Prosopographical Lexicon of Byzantine History and Civilization. Vol. 2: Baanes–Eznik of Kolb. Brepols Publishers, Turnhout 2008, ISBN 978-2-503-52377-4, S. 398–399.
- Kathleen E. McVey: Ephrem the Syrian. In: Philip Francis Esler (Hrsg.): The early Christian world. Routledge, London 2000, ISBN 0-415-24141-3.

### Zu Werken Ephräms
- Nabil el-Khoury: Die Interpretation der Welt bei Ephraem dem Syrer. Beitrag zur Geistesgeschichte (Tübinger Theologische Studien, Bd. 6). Mainz 1976.
- Nabil el-Khoury: Willensfreiheit bei Ephraem dem Syrer. In: Ostkirchliche Studien 25 (1976), S. 60–66.
- Sebastian Brock: The luminous eye: the spiritual world vision of Saint Ephrem. Rev. edition. Cistercian Publications, Kalamazoo/Michigan 1992.
- Blake Hartung: The Authorship and Dating of the Syriac Corpus attributed to Ephrem of Nisibis: A Reassessment. In: Zeitschrift für Antikes Christentum 22 (2018) 296–321.
- Francisco Javier Martínez: Efrén de Nisibe, Himnos De Virginitate, I–III. In: Monica J. Blanchard, Robin Darling Young und Sidney Harrison Griffith (Hrsg.): To train his soul in books. Syriac asceticism in early Christianity. Catholic University of America Press, Washington 2011, ISBN 0-8132-1732-6.
- Winfried Cramer: Die Engelvorstellungen bei Ephräm dem Syrer. Pont. Inst. Orientalium Studiorum, Rom 1965.
- Jouko Martikainen: Das Böse und der Teufel in der Theologie Ephraems des Syrers. Eine systematisch-theologische Untersuchung. Zugl.: Åbo, Univ., Diss., 1978. Åbo Akad. Foundation, Åbo 1978, ISBN 978-951-648-381-1.
- Jouko Martikainen: Gerechtigkeit und Güte Gottes. Studien zur Theologie v. Ephraem dem Syrer u. Philoxenos von Mabbug. Harrassowitz, Wiesbaden 1981, ISBN 3-447-02093-8.
- Christine C. Shepardson: Anti-Judaism and Christian orthodoxy. Ephrem’s hymns in fourth-century Syria. Catholic University of America Press, Washington, D.C 2008, ISBN 978-0-8132-1536-5.
- David Wesley Kiger: Fire in the Bread, Life in the Body: The Pneumatology of Ephrem the Syrian. ProQuest Dissertations Publishing, 2020, ISBN 979-8-6417-8272-0.